# Таксимагул
Таксимагул — молодший вождь племені кантіаків, що мешкало на території сучасного Кента (Велика Британія). Діяв у 60-ті — 50-ті роки до н. е.

## Життєпис
Стосовно родини, життя та діяльності Таксимагула дуже мало відомостей. Він був союзником Кассівелауна у його боротьбі з римлянами. Коли у липні 54 році до н. е. до Британії вдерлися війська Гая Юлія Цезаря він разом з Цингеторіксом, Карвілієм, Сеговаксом та Луготоріксом організовував партизанську війну у тилу римські армії. Найбільше відзначився Тасимагул під час штурму військового табору римлян, що знаходився на узбережжі. Армія кантіаків на чолі із Цингеторіксом спробувала захопити його, щоб відрізати шляхи відступу римлян до Галлії й врятувати Кассівелауна, якого взяв в облогу Цезар. В цій битві командував одним з великих загонів й Таксимагул. Втім битву кельти програли. Після замирення між кельтами та римлянами й повернення Гая Цезаря до Галлії про долю Таксимагула нічого не відомо.